# An-Nahar
  An-Nahar   (O Dia em português) é o primeiro jornal diário em língua árabe do Líbano. Possui tiragem de 55 000 exemplares em média.
O jornal foi fundado em 4 de agosto de 1933 em Beirute, e agora é considerado o diário de refêrencia do Líbano. Moderado e liberal, é lido tanto pela intelectualidade libanesa, como por estudantes e líderes empresariais. Também é de difusão em países estrangeiros.